# Manfred Stürzbecher
Manfred Stürzbecher (* 18. Oktober 1928 in Berlin; † 16. September 2020) war ein deutscher Medizinhistoriker und Arzt.

## Leben

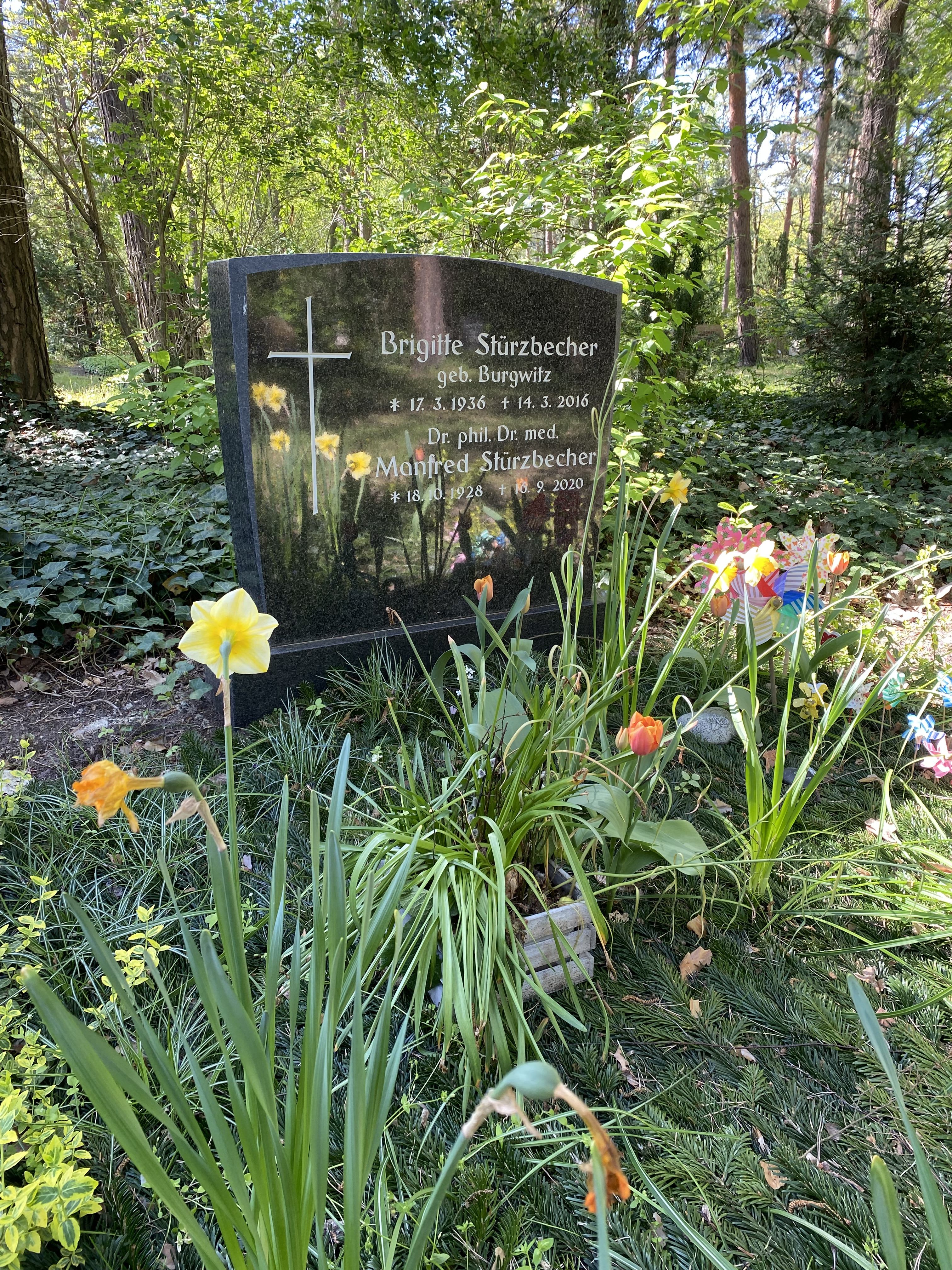
Grabstätte auf dem Waldfriedhof Zehlendorf

Manfred Stürzbecher studierte zunächst Geschichte, dann Medizin an der FU Berlin und wurde in beiden Fächern promoviert (1954 zum Dr. phil., 1961 zum Dr. med.). Außerdem war er Pharmazeut ohne Approbation. Seine erste Dissertation in Geschichte ist bereits eine medizinhistorische Arbeit (Bekämpfung des Geburtenrückgangs und der Säuglingssterblichkeit im Spiegel der Reichstagsdebatten 1900–1930). Auch seine zweite, medizinische Dissertation über die ärztliche Versorgung und den Gesundheitszustand der Berliner Bevölkerung im 18. Jahrhundert hat ein medizinhistorisches Thema.
Manfred Stürzbecher hat mehrere berufliche Stationen absolviert: Er war Arzt im Justizdienst, stellvertretender Leiter der Akademie für Staatsmedizin in Hamburg, Referent für Medizinalstatistik und medizinische Dokumentation bei der obersten Landesgesundheitsbehörde in Berlin, Leiter der Berliner Medizinischen Zentralbibliothek und schließlich Amtsarzt in Berlin-Steglitz.
Stürzbecher hat mehrere Bücher und Sammelwerke und über 500 Artikel zu medizinhistorischen Themen verfasst. Er war lange Zeit Vorsitzender der Berliner Gesellschaft für Geschichte der Medizin. Er zählte zu den besten Kennern der Geschichte der Medizin in Berlin.
Manfred Stürzbecher wurde auf dem Waldfriedhof Zehlendorf (Feld 055-145) beigesetzt.

## Auszeichnungen
- Berliner Gesellschaft für Geschichte der Medizin: Paul-Diepgen-Medaille
- Fontane-Plakette der Landesgeschichtlichen Vereinigung für die Mark Brandenburg (1989)[4]

## Schriften (Auswahl)
- Carl Gerhardt. In: Neue Deutsche Biographie. Band 6, 1964, S. 284.
- Beiträge zur Berliner Medizingeschichte. Quellen und Studien zur Geschichte des Gesundheitswesens vom 17. bis zum 19. Jahrhundert. De Gruyter, Berlin 1966.
- als Hrsg.: Deutsche Ärztebriefe des 19. Jahrhunderts. Musterschmidt, Göttingen / Frankfurt am Main / Zürich 1975, ISBN 3-7881-1219-0.
- 125 Jahre Krankenhaus Moabit: 1872–1997. Weidler, Berlin 1997, ISBN 3-89693-105-9.
- Jahrbuch „Der Bär von Berlin“, hrsg. v. Verein für die Geschichte Berlins:
  - „Ihr noch in der Welt mehr Nutzen stifften könnet“. Friedrich Wilhelm I. von Preußen und die Medizin. 14. Jahrgang, Berlin 1965, S. 28–48.
  - Die Apothekenschwestern im Krankenhaus Bethanien und Theodor Fontane. Zur Geschichte der Dispensieranstalt in Bethanien.
  - 100 Jahre Städtisches Krankenhaus Friedrichshain. 24. Jahrgang, Berlin 1975.
  - Aufgaben und Leistungen der öffentlichen Gesundheitspflege. Die Behördenchefs des Reichsgesundheitsamtes in Berlin 1876-1945. 25. Jahrgang, Berlin 1976.
  - Quellen zur Geschichte der Medizin und des Gesundheitswesens in und über Berlin. 26. Jahrgang, Berlin 1977.
  - Aus der Geschichte des Charlottenburger Gesundheitswesens. 29. Jahrgang, Berlin 1980.
- Zur Entwicklung der Diagnoseverfahren im schulärztlichen Dienst Berlins unter besonderer Berücksichtigung der „Funktionsdiagnostischen Tabellen“. In: Christa Habrich, Frank Marguth, Jörn Henning Wolf (Hrsg.) unter Mitarbeit von Renate Wittern: Medizinische Diagnostik in Geschichte und Gegenwart. Festschrift für Heinz Goerke zum sechzigsten Geburtstag. München 1978 (= Neue Münchner Beiträge zur Geschichte der Medizin und Naturwissenschaften: Medizinhistorische Reihe. Band 7/8), ISBN 3-87239-046-5, S. 615–628.